# オドロキ桃の木騒動記
『オドロキ桃の木騒動記』（オドロキもものきそうどうき）は、1970年4月13日から同年5月18日まで日本テレビ系列の『ファミリー劇場』枠で放送されていたテレビドラマである。東京映画と日本テレビの共同製作。全6話。
4人の子供、大正生まれの父親、明治生まれの祖父が巻き起こす騒動を描いたホームドラマ。実の兄弟である松山英太郎と松山省二（後の松山政路）が共演している。

## 出演者
- 進藤英太郎
- 新克利
- 勝呂誉
- 関口宏
- 松山英太郎
- 松山省二
- 松本めぐみ
- 横山リエ
- 富山真沙子
- 高千穂ひづる
- 佐藤英夫

## スタッフ
- 原作：野上竜雄
- 脚本：大西信行、鶴島光重
- 監督：山田達雄
- 制作：東京映画、NTV

## 参考資料
- テレビドラマデータベース[どれ?]